# Barreiros (vrachtwagenmerk)

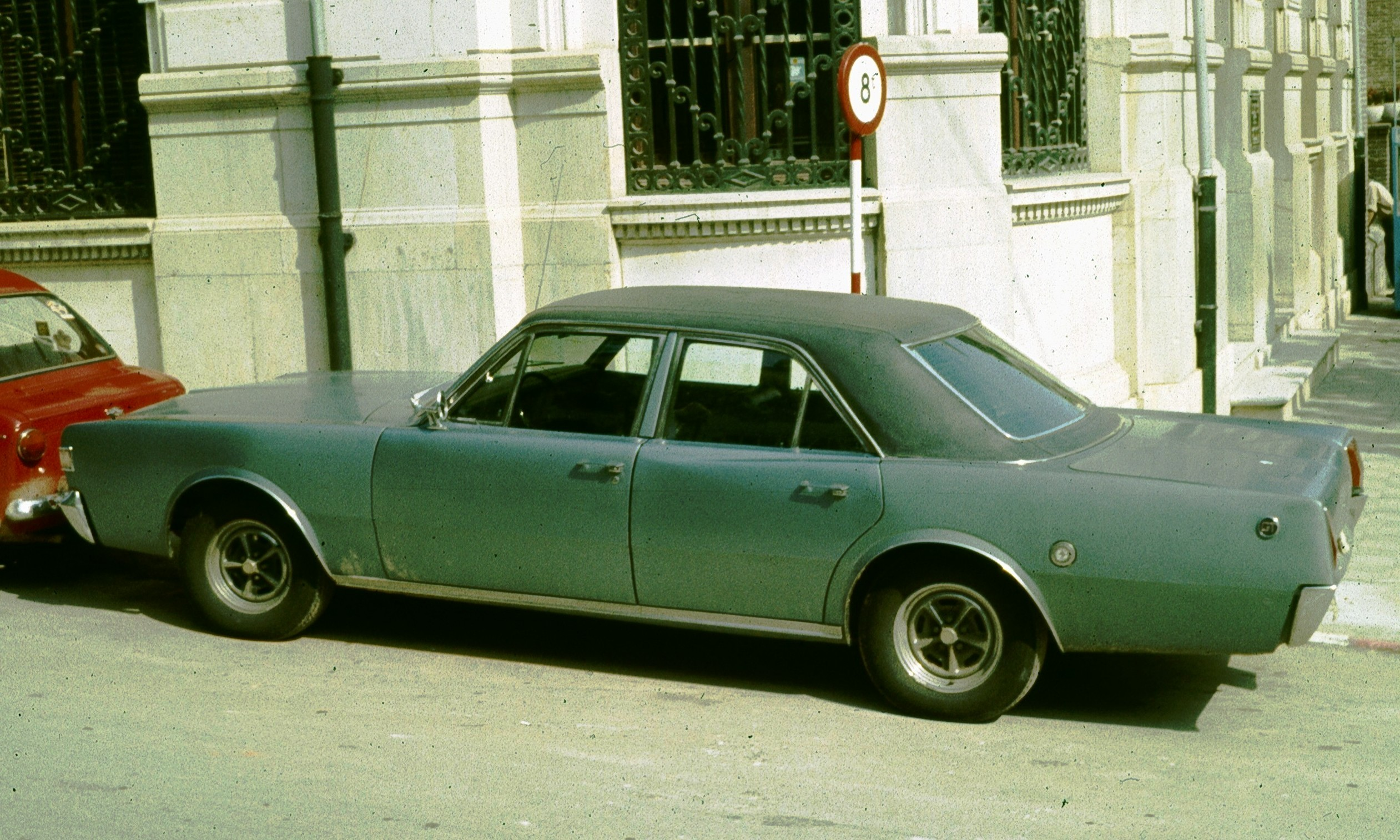
De Dodge Dart werd in Spanje vanaf 1963 geproduceerd. Dit is de latere Dodge 3700

Barreiros was een Spaanse fabrikant van voornamelijk vrachtauto's, autobussen, maar ook auto's.
Het bedrijf werd in 1954 opgericht als Barreiros Diesel S.A, dat dieselmotoren bouwde. In de loop van de jaren vijftig werden licentieovereenkomsten gesloten met Berliet (vrachtwagencabines), het Britse AEC (bussen en touringcars), Hanomag (trekkers) en Tempo (bestelwagens en trucks). De in licentie geproduceerde voertuigen werden steevast met een motor van Barreiros uitgerust en het bedrijf werd een belangrijkste speler op de Spaanse vrachtwagenmarkt. In 1963 sloot Barreiros een overeenkomst met Chrysler voor het in licentie bouwen van de Dodge Dart, die als Barreiros Dart werd verkocht. De Darts werden aanvankelijk slechts geassembleerd maar in 1966 werden de meeste onderdelen in Spanje gemaakt.
In 1969 werd Barreiros verkocht aan Chrysler, dat rond 1979 het merk liet vallen ten faveure van het merk Dodge. Renault VI nam Barreiros over en zou het later bij Irisbus onderbrengen.